# Бамут
Баму́т (чечен. Буммат, ингуш. Бумат; в 1944—1958 годах — Буковка) — село в Серноводском районе Чеченской Республики. Административный центр Бамутского сельского поселения и является единственным населённым пунктом в ее составе. В ходе административных реформ в 2019—2020 гг. село было включено в состав Серноводского района из состава Ачхой-Мартановского района.

## География
Село расположено на левом берегу реки Фортанга, в 18 километрах к юго-востоку от районного центра — Серноводское и в 50 км к юго-западу от города Грозный.
Ближайшие населённые пункты: на северо-востоке — Ачхой-Мартан, на севере — станица Ассиновская и село Новый Шарой, на северо-западе — станица Нестеровская, на юго-западе — село Аршты, на востоке — сёла Старый Ачхой, Янди и Шалажи.

## История

### В древности
В окрестностях села Бамут располагаются Бамутские курганы, датируются от II тысячелетия до н. э. и до XIV—XVI вв. нашей эры, признаны памятниками культурного наследия федерального значения. Погребальные комплексы относятся учёными к майкопской культуре.

### XIX век
3 мая 1844 года Назрановский отряд под командование барона И. П. Вревского направился в Малую Чечню к аулу Бамут. Отряд двинулся к Фортангскому ущелью и в тот же день, имея на пути перестрелку с чеченцами, прибыл к укреплению Нестеровскому на Ассе, где и ночевал, а на другой день, переправившись через Ассу, направился к Фортанге, по достижении которой пехота отряда остановилась, кавалерия же, под начальством подполковника барона Вревского, выдвинута была к аулу Бумут, находившемуся на Фортанге, и, по достижении этого аула, напала на него, причем, под сильным огнём чеченцев, отбила принадлежавший им скот (баранту), после чего последовало быстрое обратное движение отряда к укр. Нестеровскому, на следующий день 5 мая войска возвратились к Назрани, где и расположились прежним лагерем.
Впервые селение Бамут было отмечено на карте 1847 года. С картографическими данными согласуются и сведения, приводимые известным учёным-кавказоведом — этнографом Н. Г. Волковой, которая отмечает, что первопоселенцами в Бамуте были орстхойцы из фамилии Гандалоевых, ранее проживавшие к югу от Бамута, выше по левому берегу реки Фортанга, в местности Гандал-бос. Как указывает Н. Г. Волкова: «…четвертое поколение (считая ныне живущее старшее поколение) Гандалоевых спустилось с гор и поселилось в Бамуте».
В 1852 году у Бамута было царскими войсками возведено укрепление на две роты пехоты, которое должно было прикрывать один из главных входов в земли Галашевского общества со стороны Чечни.
В 20-е годы XIX века Бамут считался одним из главных аулов Малой Чечни, наравне с Новыми и Старыми Атаги, Мартаном (Ачхой), разрушенными во время Кавказской войны Чахкери и Нетхой.
Селение Бамут до объединения Чечни и Ингушетии в 1934 году находилось в составе Галашкинского района Ингушской автономной области.
26 мая 1926 года произошло столкновение между жителями села Бамут и 50 казаками из станицы Асиновской вышедшими косить траву на окраину Бамута, по причине того, что казаки были обвинены ингушами в покосе травы, принадлежащей ингушам.
По итогам переписи 1926 года население Бамута состояло более чем на 90 % из ингушей.
В 1944 году после выселения местного населения и упразднения Чечено-Ингушской АССР, селение Бамут было переименовано в Буковка.
В 1958 году указом Президиума Верховного Совета РСФСР селение Буковка переименовано в Бомут

### Новое время
В ходе Первой чеченской войны, в селении Бамут шли ожесточённые бои.
С осени 1999 года территория села была полностью закрыта для посещения гражданскими лицами, населённый пункт силовики разблокировали лишь в апреле 2002 года.
Осенью 2014 года по указу руководства Чеченской Республики было начато масштабное восстановление селения. Открытие возрождённого села Бамут состоялось 3 декабря того же года. В 2018-20 годах в селе начали масштабно восстанавливать инфраструктуру.
1 января 2020 года село Бамут вместе со всей территорией Бамутского сельского поселения было передано из состава Ачхой-Мартановского района в Серноводский район республики.

## Население
| 1990  | 2002  | 2010  | 2012  | 2013  | 2014  | 2015  |
| ----- | ----- | ----- | ----- | ----- | ----- | ----- |
| 5858  | ↘5137 | ↗6025 | ↘5938 | ↘5857 | ↘5790 | ↘5734 |
| 2016  | 2017  | 2018  | 2019  | 2020  | 2021  | 2023  |
| ↘5710 | ↘5677 | ↘5629 | ↘5589 | ↘5566 | ↗5838 | ↘5818 |
| 2024  | 2025  |       |       |       |       |       |
| ↘5801 | ↘5498 |       |       |       |       |       |

Национальный состав
По данным Всероссийской переписи населения 2010 года:
| № | Национальность | Численность, чел. | Доля    |
| - | -------------- | ----------------- | ------- |
| 1 | чеченцы        | 6013              | 99,80 % |
| 2 | 12             | 0,20 %            |         |

По данным переписи 2025 года, в Бамуте проживает 1,500 человек.
Тайповый состав
В селении проживают представители следующих чеченских тайпов:
| Список чеченских тайпов | Список чеченских тайпов |
| ----------------------- | ----------------------- |
| Аккий                   | Нашхой                  |
| Хилдехарой              | Цечой                   |
| Кей                     | Хайхарой                |
| Пешхой                  | Мержой                  |
| Майстой                 | Тумсой                  |
| Мелхий                  | Терлой                  |
| Хачарой                 | Гандалой                |
| Дишний                  | Галай                   |